# Julio Pardo (piloto)

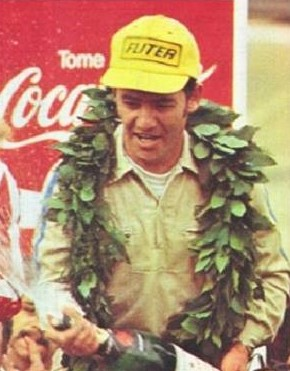
Julio Pardo en 1979.

Julio Pardo (n. 31 de mayo de 1940 Buenos Aires) es un piloto argentino de automovilismo.
Debutó en el automovilismo argentino en 1966, a bordo de un BMW 700 Coupe, marca con la que siguió participando hasta 1968. En 1969 y 1970 compitió con un Renault Dauphine 850. En 1971 comenzó a utilizar un Fiat 128, marca con la cual obtuviera sus dos títulos argentinos, en 1979, en la clase B del Turismo Nacional, que por entonces incluía carreras de pista y rally, y en 1982, cuando obtuvo su segundo título en la categoría, en la clase "5", donde tuvo como copiloto en las carreras de larga duración a Gustavo Der Ohanessian. En 1981 dejó el Fiat por un Mitsubishi Colt Lancer, pero ante la falta de resultados propicios, al año siguiente volvió a la marca italiana y además compitió del Rally YPF Gran Premio de Turismo Nacional con Fiat 128 IAVA con Osvaldo Raccio de navegante en la Clase 2 que fue decimotercero en la general, en 1981 repite navegante pero finaliza undécimo en la general en 1981 válido por Rally Codasur Argentina en dicho año y en el año 1987 en la Clase A 6 con un Fiat Regatta 85 con Juan Vignau de navegante y abandonando en dicha prueba.
En 1983 debutó en TC 2000, también con un Fiat 128, y luego utilizó un Fiat Regatta. También compitió esporádicamente en rally en la década de 1980, incluyendo una participación en el Rally de Argentina. Se retiró de la escena nacional tras la temporada 1995, dedicándose al ámbito del automovilismo zonal.
Dentro de su campaña en el automovilismo zonal argentino, se destacó su incursión en la categoría Turismo Zonal Pista de la Provincia de Buenos Aires, donde además de ejercer su profesión de preparador, también tuvo participaciones como piloto, logrando su punto máximo en el año 2021 al proclamarse campeón de la Clase B al comando de un Fiat 147, con la particularidad de haberlo logrado a sus 81 años de edad. El hecho de haber obtenido esta consagración a tan avanzada edad, lo hace acreedor del récord del piloto más longevo en conquistar un campeonato en la historia del automovilismo, marca que anteriormente ostentaba su compatriota Orlando Sotro, quien en 2011 había conquistado su último campeonato a la edad de 80 años, en la Fórmula 1 Mecánica Argentina.

## Palmarés
| Título  | Categoría                       | Modelo   | Año  |
| ------- | ------------------------------- | -------- | ---- |
| Campeón | Clase 5 del Turismo Nacional    | Fiat 128 | 1982 |
| Campeón | Clase B del Turismo Zonal Pista | Fiat 147 | 2021 |